# Im Herbst kein Lied
Der Kurzfilm Im Herbst kein Lied ist ein deutsches Filmdrama aus dem Jahr 2009. Die sehr erfolgreiche Abschlussarbeit des Regisseurs Karsten Prühl, der an der Bauhaus-Universität Weimar studiert hat, feierte am 23. April 2009 auf dem sehsüchte Studentenfilmfestival in Potsdam Premiere. Im Film geht es um einen zeitlosen zwischenmenschlichen Konflikt, der in den Kontext des Zweiten Weltkrieges eingebettet ist.

## Handlung
Handlungsrahmen
Während des Zweiten Weltkrieges, fern von den Dörfern, leben und streiten zwei Brüder um die Gunst des despotischen Vaters. Als sich beide unerlaubt im Wald auf die Suche nach den Fallschirmen zweier abgestürzter Bomberpiloten machen, werden sie Ursache und heimlicher Zeuge eines verstörenden Ereignisses, das ihr Leben verändern wird.
Handlung
Deutschland bei Eisenach, Herbst 1944.
Nach einem Luftkampf springen zwei Amerikaner mit ihren Fallschirmen über dem Wald in der Nähe eines Forsthauses ab.
Der 14-jährige Alfred, der an diesem Tag von seinem Vater, dem Förster, hart geschlagen wurde, sieht in der Suche nach den Fallschirmen die Chance, die Gunst und Achtung des Vaters zurückzugewinnen – die Schirme versprechen Kleidung und Handel für den bevorstehenden Winter. Dabei kommt ihm allerdings sein 10-jähriger Bruder Ludwig in die Quere, der sich in der Familie trotz körperlicher Unterlegenheit als gleichwertig behaupten will.
Der Absturz der amerikanischen Maschinen ist nicht unbemerkt geblieben. Nachdem der Vater während des Frühstücks von einigen Vertretern des Volkssturms gezwungen wird, im Wald an der Hetzjagd auf die amerikanischen Soldaten teilzunehmen, sieht Alfred seine Chance, heimlich und trotz Verbot des Vaters, den Fallschirm nach Hause zu holen. Ludwigs Ehrgeiz ist angestachelt und so verfolgt er Alfred in den Wald. Dort entbrennt zwischen den Brüdern ein heftiger Streit. Als beide den Fallschirm finden, eskaliert die Situation – die Brüder kämpfen. Dabei verletzt Alfred seinen Bruder schwer am Knie. Während Alfred nach einem Ausweg sucht, Bruder und Fallschirm nach Hause zu bringen, lockt das Wehgeschrei Ludwigs den Suchtrupp des Vaters an. Alfred entscheidet sich, den Fallschirm zu verstecken und Ludwig mitzunehmen. Unterdessen kommt der Suchtrupp den Jungen immer näher. Aus Angst vor der Strafe des Vaters verstecken sich Alfred und Ludwig im Gestrüpp. Doch die Hunde des Trupps wittern ihre Spur.
Kurz bevor sie von ihnen entdeckt werden können, zeigt sich hinter den Bäumen einer der amerikanischen Piloten und zieht alle Aufmerksamkeit des Suchtrupps auf sich. Im Eifer des Gefechts erschießt der Amerikaner die beiden Hunde. Der Vater, aus Wut über den Tod seines Hundes, erschießt den Amerikaner, ohne zu ahnen, dass seine Söhne Zeugen dieser Tat werden. Darauf zieht der Trupp mit der Leiche davon. Die Jungen kehren heimlich nach Hause zurück. Daheim hat Alfred jede Achtung vor dem Vater verloren. Aus diesem Grund will der Vater seinen Sohn mit Schlägen bestrafen, doch Ludwig mischt sich ein. Er konfrontiert den Vater mit der Schuld des Mordes. Beschämt wendet sich der Vater von der Familie ab.

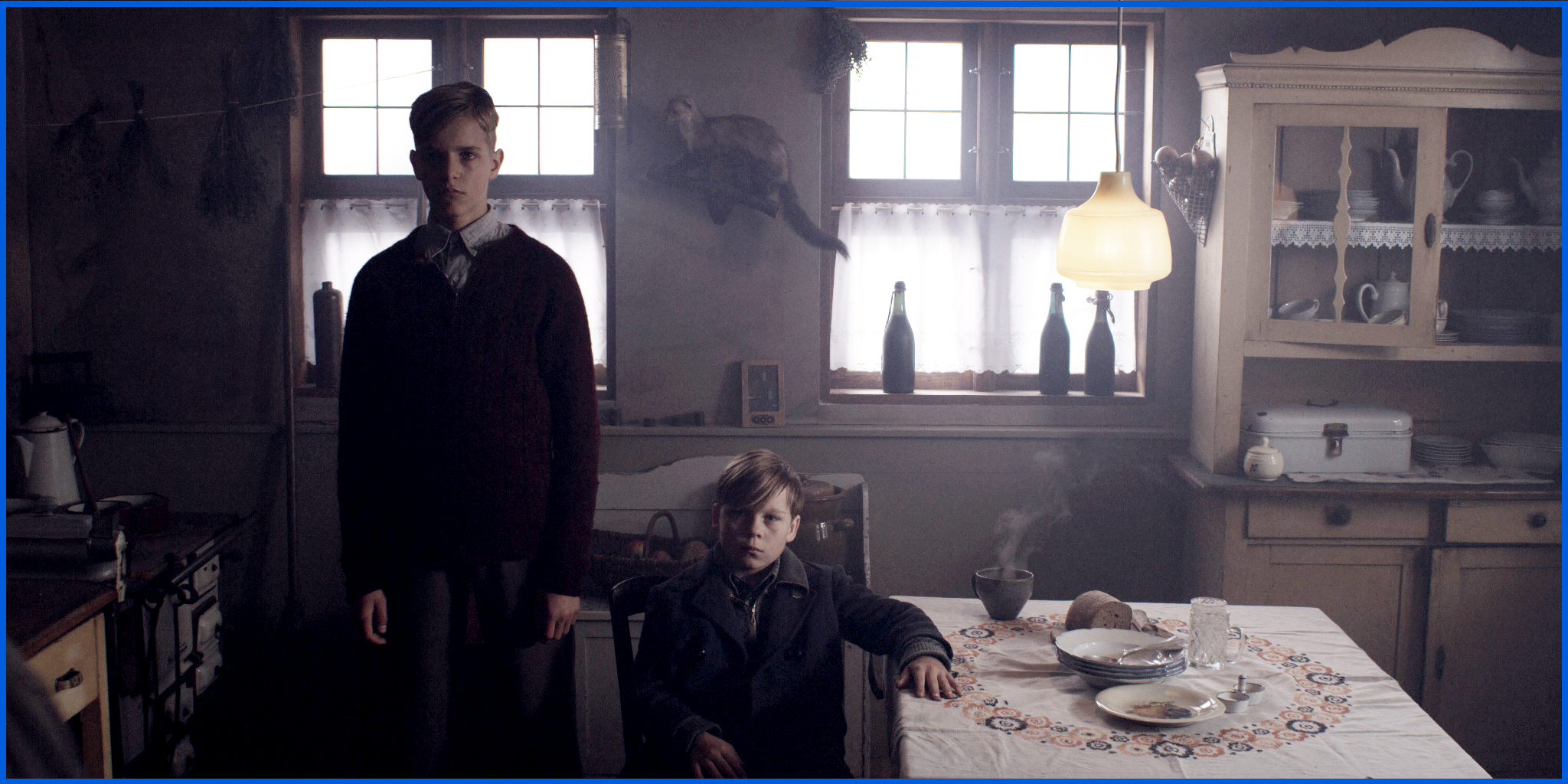
Die Brüder Alfred und Ludwig
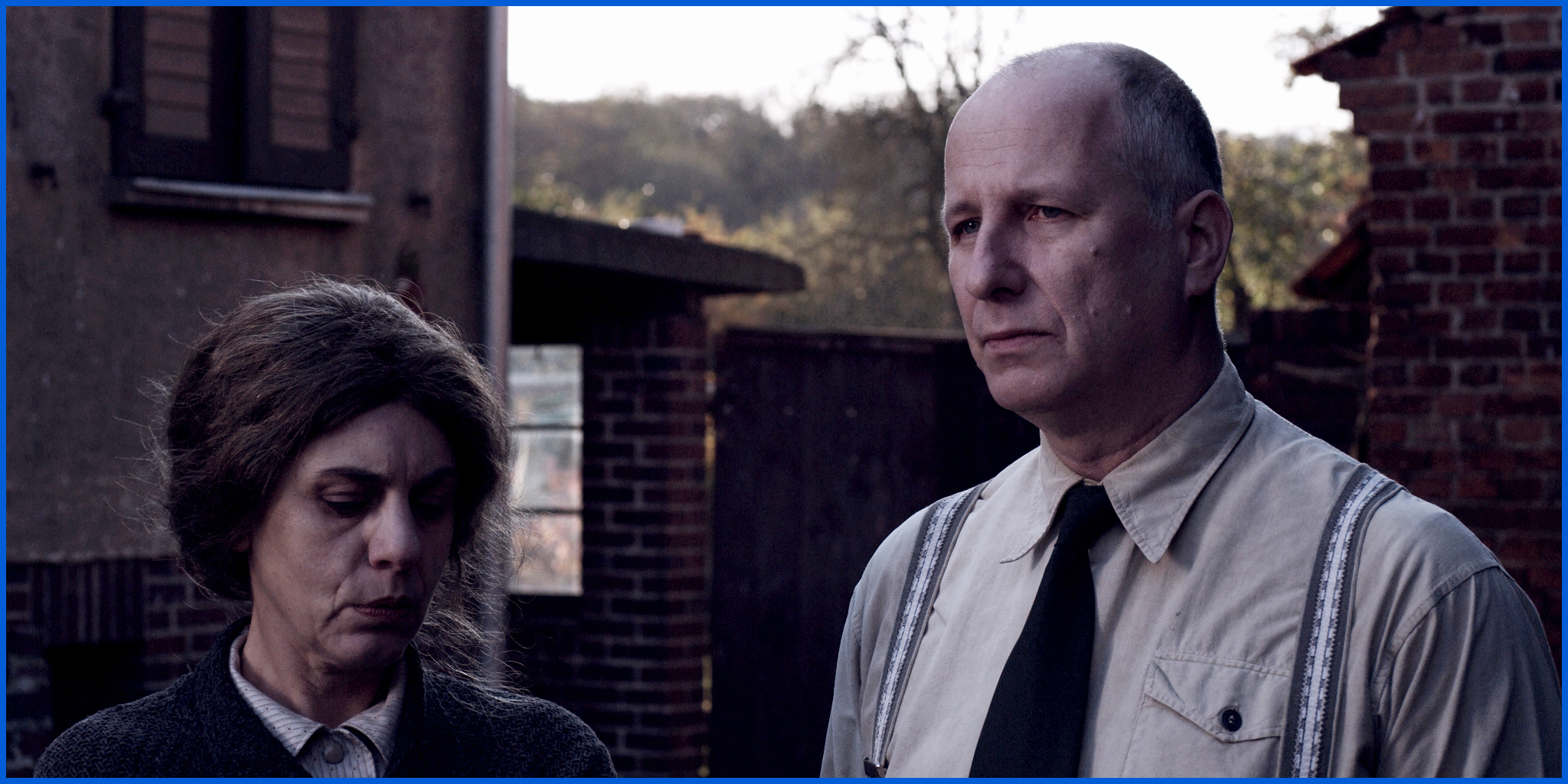
Das Elternpaar
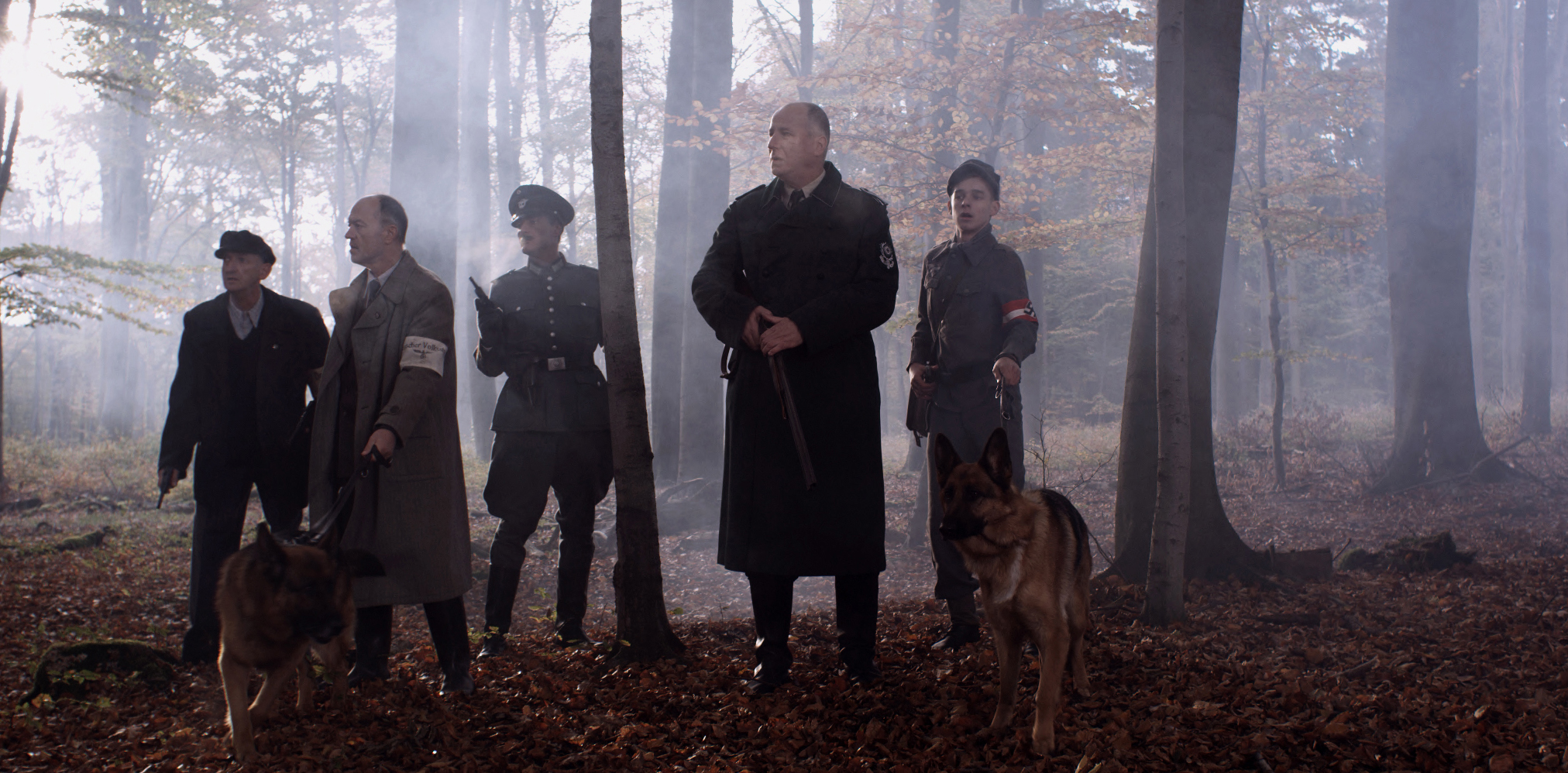
Der Suchtrupp im Wald

## Hintergrund
Der Film basiert auf wahren Begebenheiten, wie sie sich bei Mihla im Raum Eisenach am 23. November 1944 zugetragen haben.
Director’s Note von Karsten Prühl
„Der Film Im Herbst kein Lied basiert auf den Erzählungen meines Großvaters Jürgen Grohs. Als im November 1944 in Thüringen von alliierten Bomberverbänden Angriffe auf die Stadt Eisenach geflogen wurden, trafen einige der Bomben auch umliegende Dörfer. In der Folge hielten Polizei, Dorfbewohner und Volkssturmmänner Hetzjagden auf die Besatzungen abgeschossener B-17-Bomber. In einer Mischung aus Wut, Angst und Verzweiflung wurden viele der fliehenden Piloten misshandelt oder getötet. Von Berufs wegen waren auch Förster dazu gezwungen, an diesen Jagden teilzunehmen.
Die Schande des Krieges durch die Augen von Kindern möchte der Film vermitteln. Dabei wird jedoch nicht das direkte Erleben des Krieges in den Vordergrund gesetzt, sondern dessen stete unsichtbare Gegenwart in einer beschützten Atmosphäre. Das isolierte Leben der Familie, weit außerhalb des eigentlichen Schreckens in den Städten und an der Front, steht symbolisch für eine auch (oder insbesondere) heute weit verbreitete Kriegsignoranz. Die Möglichkeiten, sich gegen einen Krieg zu wehren sind gegeben, doch das Wohl und die Ruhe des eigenen Selbst werden über das Leid jener Menschen und Kriegsopfer gestellt, die man weder sieht noch kennt. Durch Nachrichten und Erzählungen gewöhnen wir uns an den Krieg. Soldaten, deren beruflich bedingtes Mittel der Durchführung die Gewalt ist, werden zu Helden oder Opfern erklärt. So werden sie Jugendlichen als Idole vorgeführt. Die Alltäglichkeit dieser indirekten Gewaltnähe senkt die eigenen Hemmschwellen zur Gewalt. Letztendlich, so will es der Film vermitteln, erreicht die menschliche Schande des Krieges auch diejenigen, die wir erst liebten und verehrten.
Mit meinem Film möchte ich, dass Kinder und Jugendliche emotional mit den schrecklichen Folgen von Missgunst und Gewalt konfrontiert werden. So wie die Hauptfiguren sollen die jungen Zuschauer die Achtung vor dem mächtigen, brutalen Vater verlieren. Ich möchte aber auch, dass sie Fragen zu jener Zeit stellen, die sie vielleicht noch nicht gefragt haben, weil die meisten Filme über die Nazizeit sich ausschließlich mit Soldaten, Gefangenen oder Erwachsenen befassen – also Welten, die den Jüngeren zumeist noch zu fremd sind, um sie in ihren Auswirkungen zu begreifen oder zu hinterfragen.“
Drehorte
Das Drama Im Herbst kein Lied wurde an verschiedenen Drehorten aufgenommen. Schauplätze des Films waren der Eichenwald bei Emden (Sachsen-Anhalt), das Forsthaus Lübberitz sowie das Freilichtmuseum Diesdorf. Die Drehorte wurden bewusst historisch authentisch ausgewählt.
Kamera
Technische Daten
| Aufnahmeformat | Red One 4K    |
| Endformat      | 35 mm, 1:1,85 |

Die Aufnahmen wurden aus Kostengründen mit der Red One 4K angefertigt. Die Red One ist eine digitale Kinokamera. Sie zeichnet in 4K (4.520 × 2.540 Bildpunkte) auf und gilt als gleichwertige Alternative zur herkömmlichen 35-mm-Kinokamera.
Förderung
Im Herbst kein Lied ist von der Mitteldeutschen Medienförderung (MDM) mit 25.000 € unterstützt worden.

## Produktion
Der Kurzfilm ist in Zusammenarbeit mit der Magdeburger Werbeagentur Improma GbR entstanden. Die Improma GbR ist 2004 gegründet worden und legt ihren Schwerpunkt auf Filmproduktionen in der Werbebranche. Mit Im Herbst kein Lied debütierte die Improma GbR auf dem Spielfilmsektor.
Producer’s Note von Mike Berghausen
„Im Mai 2008 rief Karsten Prühl bei der Improma mit der Bitte an, ihn bei der Umsetzung seines Diplomfilms zu unterstützen. Schon seit Längerem waren wir auf der Suche nach dem richtigen Stoff für einen Debütfilm, mit seiner Bitte lief Karsten Prühl grundsätzlich offene Türen ein. Die Umsetzung eines Kurzspielfilms hatten wir zwar erst für 2009 geplant, nun würde alles also etwas schneller über die Bühne gehen müssen. Von dem Stoff für unseren Debütfilm hatten wir konkrete Vorstellungen. Er sollte neben einem essentiellen zwischenmenschlichen Konflikt auch authentisch, aber vor allem zeitlos sein. Das Besondere an Im Herbst kein Lied ist nicht nur die Kombination all unserer Vorstellungen, sondern auch, dass die Story auf einer wahren Begebenheit beruht. Im Herbst kein Lied erzählt die wahre Geschichte von Jürgen Grohs, dem Großvater des Regisseurs.
Damit war klar: Das Drehbuch von Karsten Prühl wird die Grundlage für unseren Debütfilm.
[…]
Genauso wichtig wie notwendig war die Bemühung um eine Filmförderung. Mit Hilfe der Mitteldeutschen Medienförderung (MDM) gelang es uns, das Projekt auf eine solide finanzielle Basis zu stellen. Mitte Oktober fiel dann die erste Klappe, an der Umsetzung des Projektes war eine hoch qualifizierte Crew mit großem Enthusiasmus beteiligt. Auch die historische Umsetzung ist meines Erachtens sehr gut gelungen, dies ist nicht zuletzt auch das Verdienst von Kostüm, Maske, Ausstattung und Szenenbild.
[…]
Mit der gesamten Crew und tollen Darstellern sowie zahlreichen Unterstützern wurde Unmögliches möglich gemacht.“

## Auszeichnungen
- Auszeichnung in der Kategorie Outstanding International Student Film Internationales Film- und Videofestival der Filmakademie Peking (ISFVF) 2009
- Auszeichnung in der Kategorie Bester Spielfilm unicato-Awards 2010
- Auszeichnung in der Kategorie Jury Special Prize Batumi International Art House Film Festival 2010
- Auszeichnung in der Kategorie Main Award Young Cinema Art – World Student Film Festival 2010
- Auszeichnung in der Kategorie Best Drama Hyart Film Festival 2010
- Award of Merit in der Kategorie Student Film Los Angeles Cinema Festival of Hollywood 2010
- Publikumspreis in der Kategorie Beste schauspielerische Leistung M.C.M. Filmfest 2010